# Лихајтон (Пенсилванија)
Лихајтон (енгл. Lehighton) град је у америчкој савезној држави Пенсилванија.

## Демографија
По попису из 2010. године број становника је 5.500, што је 37 (-0,7%) становника мање него 2000. године.
| Група             | 2000.         | 2010.         |
| Белци             | 5.417 (97,8%) | 5.172 (94,0%) |
| Афроамериканци    | 19 (0,3%)     | 35 (0,6%)     |
| Азијати           | 25 (0,5%)     | 29 (0,5%)     |
| Хиспаноамериканци | 37 (0,7%)     | 202 (3,7%)    |
| Укупно            | 5.537         | 5.500         |